# Hrančići
Hrančići är en ort i Bosnien och Hercegovina.   Den ligger i entiteten Federationen Bosnien och Hercegovina, i den sydöstra delen av landet, 40 km sydost om huvudstaden Sarajevo. Hrančići ligger 1 097 meter över havet och antalet invånare är 154.
Terrängen runt Hrančići är kuperad åt nordost, men åt sydväst är den bergig.Närmaste större samhälle är Goražde, 18,8 km öster om Hrančići. 
I omgivningarna runt Hrančići växer i huvudsak lövfällande lövskog. Runt Hrančići är det ganska tätbefolkat, med 93 invånare per kvadratkilometer.